# Steinkarzinken
Steinkarzinken är ett berg i Österrike.   Det ligger i distriktet Liezen och förbundslandet Steiermark, i den centrala delen av landet, 220 km väster om huvudstaden Wien. Toppen på Steinkarzinken är 1 918 meter över havet.
Terrängen runt Steinkarzinken är huvudsakligen bergig, men åt nordväst är den kuperad. Runt Steinkarzinken är det glesbefolkat, med 20 invånare per kvadratkilometer.. Närmaste större samhälle är Schladming, 7,0 km norr om Steinkarzinken. 
Trakten runt Steinkarzinken består i huvudsak av gräsmarker.